# Armadilloniscus letourneuxi
Armadilloniscus letourneuxi là một loài chân đều trong họ Detonidae. Loài này được Simon miêu tả khoa học năm 1885.